# فيليبو بارونسيني
فيليبو بارونسيني (مواليد 16 أغسطس 2000) هو دراج إيطالي عضو في فريق تريك سيغافريدو.

## وصلات خارجية
- فيليبو بارونسيني على موقع الاتحاد الدولي للدراجات (الإنجليزية)
- فيليبو بارونسيني على موقع أرشيف الدراجات (الإنجليزية)
- فيليبو بارونسيني على موقع إحصائيات الدراجات الإحترافية (الإنجليزية)
- فيليبو بارونسيني على موقع نسبة الدراجات (الإنجليزية)
- فيليبو بارونسيني على موقع CycleBase (الإنجليزية)